# کاتارینا کلاتا
کاتارینا کلاتا (انگلیسی: Katarzyna Klata؛ زادهٔ ۱۸ اکتبر ۱۹۷۲) کماندار اهل لهستان است.